# Egypár barát
Az Egypár barát Sztevanovity Zorán duett-albuma, mely 2013-ban jelent meg. Az album címe egy régebbi dal egyik sorára utal. Az 1977-es Zorán albumon hallható Egészen egyszerű dal-ban található az "Egypár barát" kifejezés. Így a barátság és az emberi kapcsolatok a lemez fő témája. Az albumon eredeti felvételek hallhatóak, néhány dalnál új énekhanggal.

## Dalok
1. Esküvő (duett Tompos Kátyával) – 04:37
2. Eső előtt, eső után (duett Gerendás Péterrel) – 02:48
3. Harminc (tercett Sztevanovity Dusánnal és Presser Gáborral) – 02:20
4. Mit akar az eső (duett Bíró Eszterrel) – 03:50
5. Hé, '67 (duett Kern Andrással) – 02:54
6. Csak a szerelem (duett Palya Beával) – 04:18
7. Úgy volt (duett Presser Gáborral) – 03:56
8. Játssz még (duett Hegyi Barbarával) – 04:18
9. Ne várd a májust (duett Bródy Jánossal) – 04:10
10. Ederlezi (duett Rúzsa Magdival) – 03:55
11. Míg a szív lejár (duett Váczi Eszterrel) – 04:02

teljes játékidő: 41:08

## Közreműködők
- Sipeki Zoltán – gitár
- Presser Gábor – zongora, Fender-zongora, ütőhangszerek, szinti-basszus és -gitár, Hammond-orgona, melodika, taps
- Orosz Zoltán – harmonika
- Lattmann Béla – basszusgitár
- Horváth Kornél – ütőhangszerek, derbuka, surdob
- Gyenge Lajos – dob, cinek
- Óvári Éva – vokál
- Kabelács Rita – vokál
- Péter Barbara – vokál
- Jávori Ferenc Fegya – zongora
- Gerendás Péter – gitár
- Gátos Iván – zongora, szinti, szinti-vonók és -bőgő, harmonika
- Pejtsik Péter – cselló
- Szabó Tamás – szájharmonika
- Födő Sándor "Fodo" – zongora, harmonika, ütőhangszerek
- Nikola Parov – hegedű, klarinét, buzuki
- Hámori Máté – gitár
- Papesch Péter – basszusgitár
- Borlai Gergő – dob, cinek
- Kovács Ferenc Öcsi – trombita
- Bede Péter – altszaxofon
- Ülkei Dávid – tenorszaxofon
- Szilágyi Gábor – tenorkürt
- Rózsa István – tuba
- Schneider Zoltán – gitár
- Gátos Bálint – basszusgitár
- Mike Zsolt – dob

## Külső hivatkozások
- Zorán honlapja